# Bistum Aosta
Das Bistum Aosta (lateinisch Dioecesis Augustana, italienisch Diocesi di Aosta, französisch Diocèse d’Aoste) ist eine Diözese der römisch-katholischen Kirche in Italien mit Sitz in Aosta.

## Geschichte
Das Bistum besteht seit mindestens dem 5. Jahrhundert. Ursprünglich war es ein Suffragandiözese des Erzbistums Mailand, im Langobardenreich wurde es dem Erzbistum Vienne und schließlich im 9. Jahrhundert dem Erzbistum Tarentaise unterstellt.
1803, nach dem Zweiten Koalitionskrieg, wurde es durch die französischen Besatzer aufgelöst und dem Bistum Ivrea inkorporiert. 1817 wurde es durch Papst Pius VII. wiederhergestellt und dem Erzbistum Chambéry als Suffragansitz unterstellt. In der Kirchenprovinz von Chambéry verblieb es bis 1862 und gehört seither der von Turin an.

Kathedrale Mariä Aufnahme in den Himmel und Johannes der Täufer
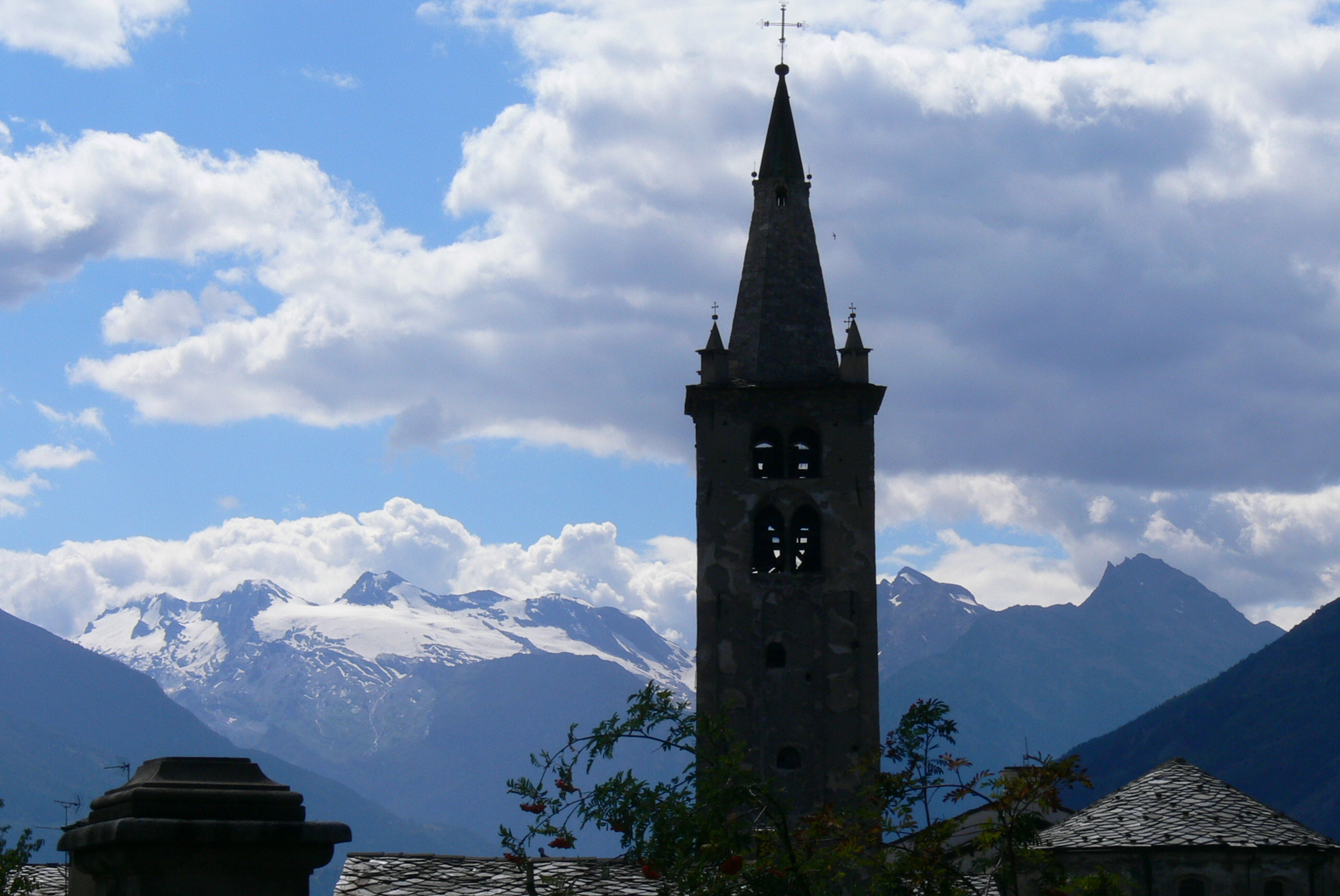
Glockenturm mit Tête du Ruitor
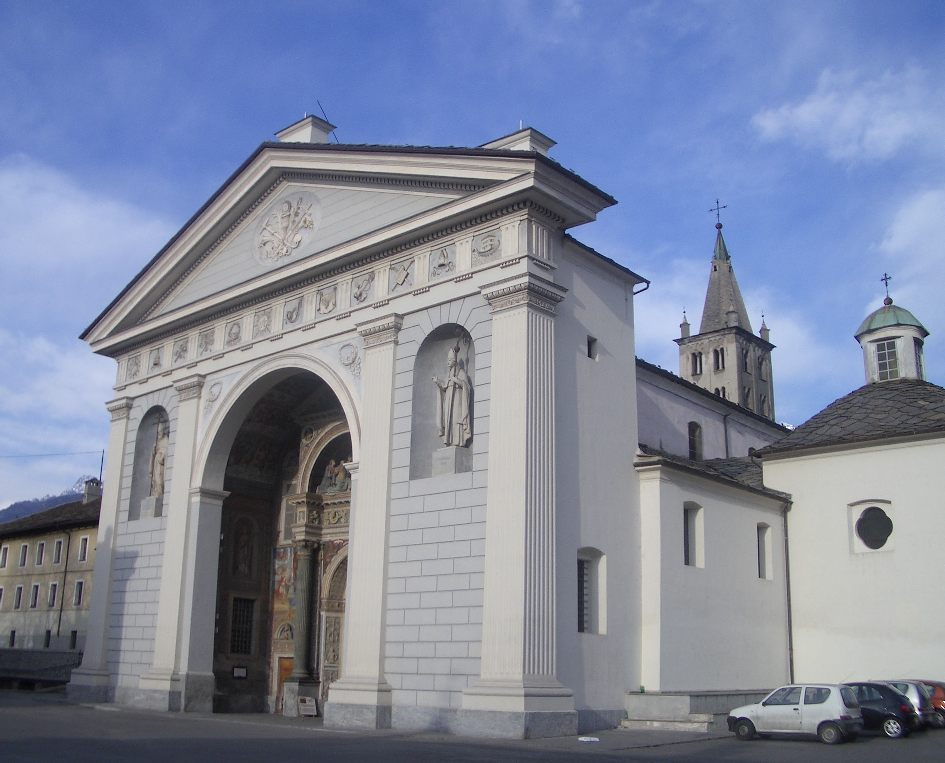
Neoklassische Fassade
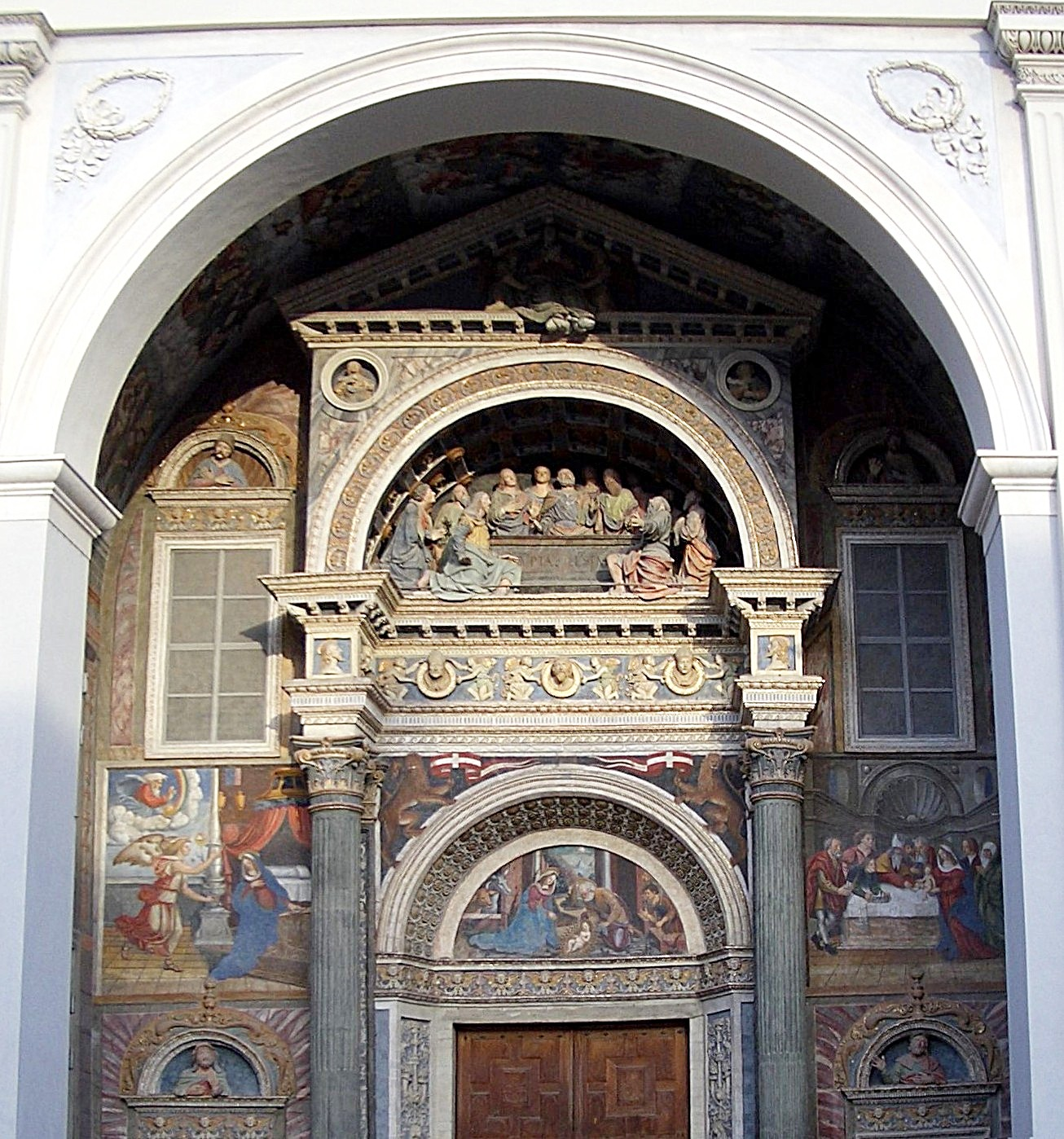
Das Hauptportal
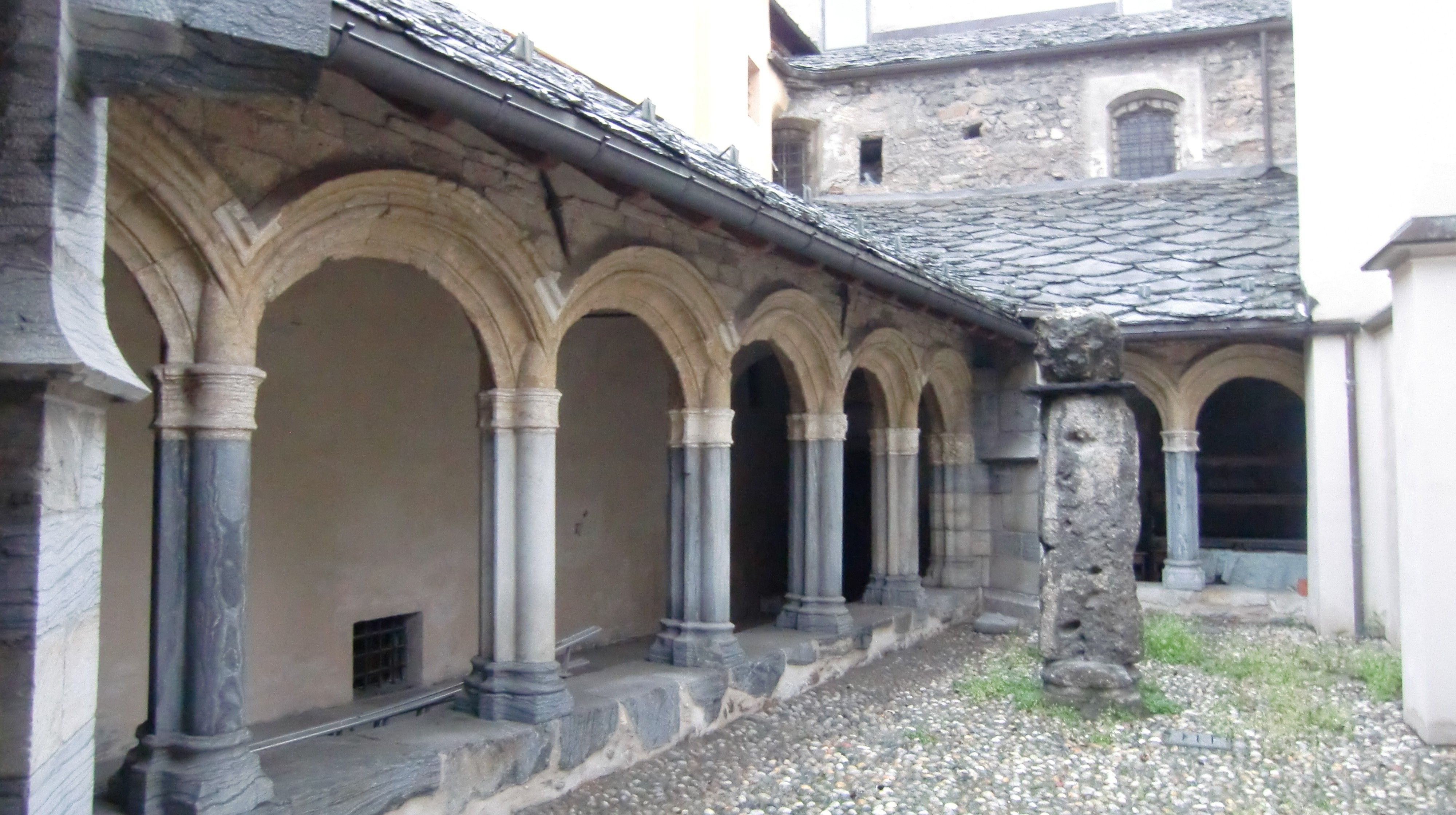
Der Hof mit Kreuzgang
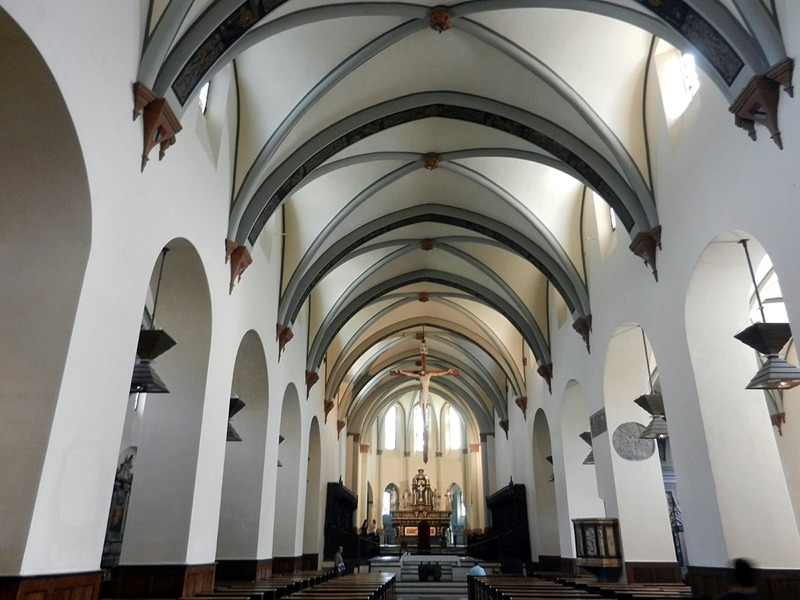
Das Langhaus
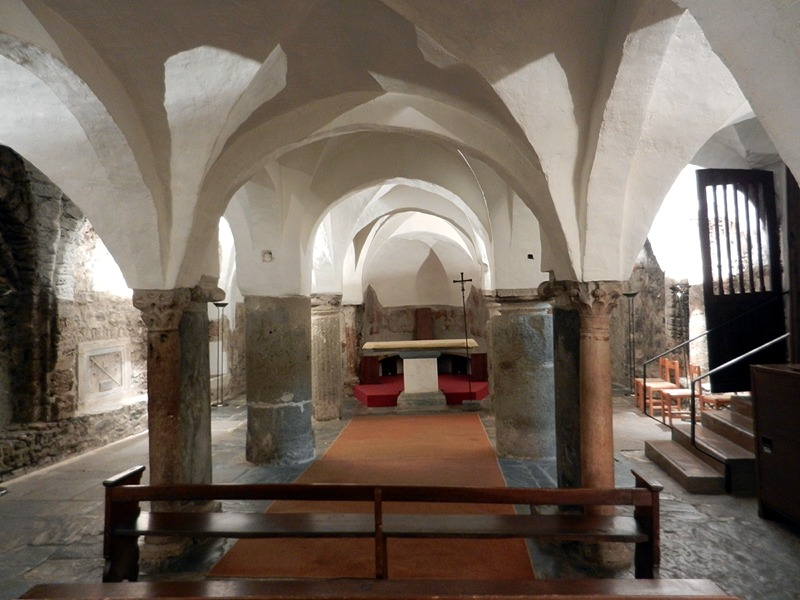
In der Krypta